# Сарнесе (Фиренца)
Сарнесе је насеље у Италији у округу Фиренца, региону Тоскана.
Према процени из 2011. у насељу је живело 56 становника. Насеље се налази на надморској висини од 279 м.